# 龐貝歐·吉烏斯提尼亞尼
龐貝歐·吉烏斯提尼亞尼（義大利語：Pompeo Giustiniani），（1569年—1616年），1569年生於阿雅克肖，是一個來自強大的義大利吉烏斯提尼亞尼家族的文艺复兴时期欧洲军事将领，在威尼斯军队中服役，并且撰写军事著作，后來在与哈布斯堡王朝军队交战中身亡，灵柩被运回威尼斯安葬。